# Takida
Takida is een Zweedse band uit Ånge.

## Biografie
De band werd in 1999 opgericht door Robert Pettersson, Fredrik Holm en Tomas Wallin. De band werd in eerste instantie Tender genoemd maar later werd de naam veranderd in Takida. In 2006 brachten ze hun debuutalbum Make You Breathe uit met het platenlabel Nine Tone Records. De single Losing werd uitgebracht op 30 januari in hetzelfde jaar.
Op 16 april 2007 werd de single Halo van het tweede album Bury The Lies uitgebracht. Dit album bevat negen nieuwe nummers plus twee oudere nummers met een twist. Het album werd platina.
De single Curly Sue, afkomstig van datzelfde album, bereikte de nummer één positie in de Zweedse radio P3's Track lijst in januari 2008 en behield deze positie tien weken lang. 
Op 18 augustus 2009 kondigde Takida aan dat zij een contract met platenmaatschappij Roadrunner Records hebben getekend. Onder andere Slipknot en Nickelback staan onder contract bij deze platenmaatschappij. Op 2 september 2009 werd het derde album 'The Darker Instinct" uitgebracht. Dit album werd goud. 
Het volgende album The Burning Heart werd opgenomen gedurende het najaar van 2010 en het voorjaar van 2011. Op 12 augustus 2011 werd het album uitgebracht en steeg het direct naar de top van de Zweedse albumlijst. Na 2 weken werd ook dit album goud.
Takida bevestigde in mei 2012 dat ze bezig waren met het schrijven van nieuwe nummers voor een nieuw album dat in 2013 uitgebracht zou worden.

## Dreamstate
Bandleden Tomas Wallin en Chris Rehn startten ook het project Dreamstate, waarbij Elize Ryd (Amaranthe) en Tommy Levin de zang verzorgden. Tot nu toe hebben ze slechts 2 singles uitgebracht; "Evolutie" en "Washed Away".

### Evolution
Het nummer "Evolution" is het officiële nummer voor Rally-coureur Ramona Karlsson en haar inspanningen voor het wereldkampioenschap rally in 2012, gesponsord door Mitsubishi en Höganäs. De videoclip werd uitgebracht op 31 januari 2012. Er werd ook een alternatieve versie uitgebracht, met de dochter van Chris Rehn (Zaga Rehn) die alle vocalen verzorgde. Deze kwam uit op 23 februari 2012.

### Washed Away
Het nummer "Washed Away" werd uitgebracht op 12 augustus 2022. Ryd en Levin verzorgden opnieuw de cleane vocalen, terwijl bandlid Tomas Wallin voor het eerst de vocalen (zowel grunts als clean) verzorgt. Zaga Rehn verschijnt ook in de video.

## Leden

### Huidige bezetting
- Robert Pettersson - zang / piano
- Fredrik Palsson - basgitaar
- Kristoffer Söderström - drums
- Mattias Larsson - gitaar
- Tomas Wallin - gitaar
- Chris Rehn - synthesizer / cello

### Oud-leden
- Roger Olsson - gitaar (2000-2002)
- Niklas Kallstrom - drums (2000-2004)
- Fredrik Holm - drums (1998-2000)

## Discografie

### Albums
- ...Make You Breathe (2006)
- Bury the Lies (2007)
- The Darker Instinct (2009)
- The Burning Heart (2011)
- A Lesson Learned – The Best Of (2012)
- All Turns Red (2014)
- A Perfect World (2016)
- Sju (2019)
- The Demo Days (2020)
- Falling From Fame (2021)